# كونسرفاتوار جنيف

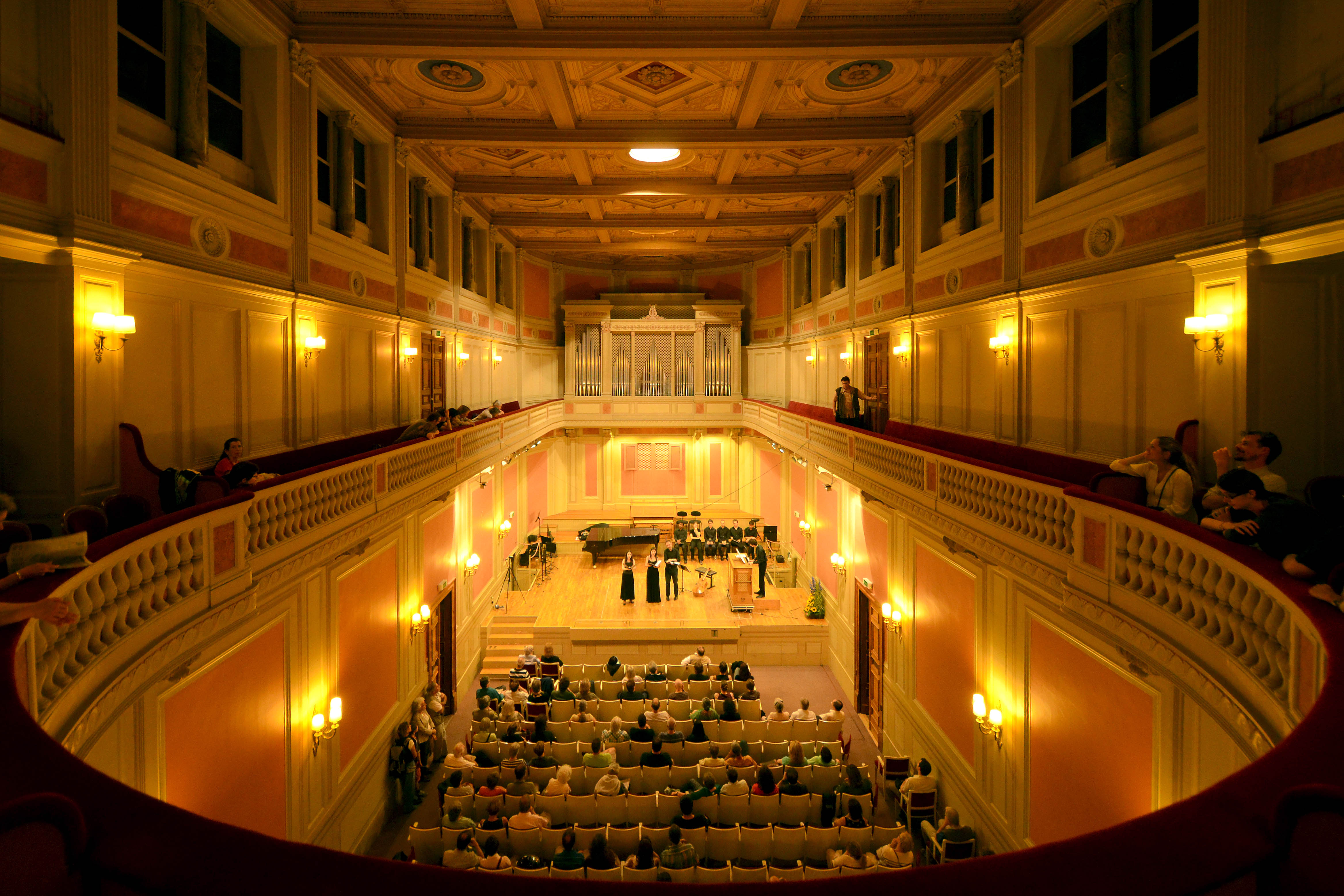
كونسرفاتوار جنيف من الداخل

كونسرفاتوار جنيف أو معهد جنيف للموسيقى (CMG)، هو معهد لدراسة الموسيقى و المسرح في مدينة جنيف في سويسرا، أسسه فرانسوا بارتولوني في العام 1835. الكونسرفاتوار هو الأقدم من نوعه في سويسرا و أحد أقدم المعاهد الموسيقية في أوروبا.درس فيه فرانز ليست. ابتداءً من العام 2009 باتت الدورات التعليمية الاحترافية تحت إشراف جامعة جنيف للموسيقى.

## وصلات خارجية
- الموقع الرسمي لجامعة جنيف للموسيقى (فرنسية و إنكليزية)
- الموقع الرسمي لكونسرفاتوار جنيف نسخة محفوظة 25 مايو 2009 على موقع واي باك مشين. (فرنسية)